# Broad Peninsula
Broad Peninsula är en udde i Antarktis. Den ligger i Östantarktis. Australien gör anspråk på området. Broad Peninsula ligger vid sjöarna  Tassie Lake Club Lake och Deep Lake.
Terrängen inåt land är huvudsakligen platt. Trakten är glest befolkad. Närmaste befolkade plats är Davis Station, 9,4 kilometer väster om Broad Peninsula. 